# Eleasar Michailowitsch Langman

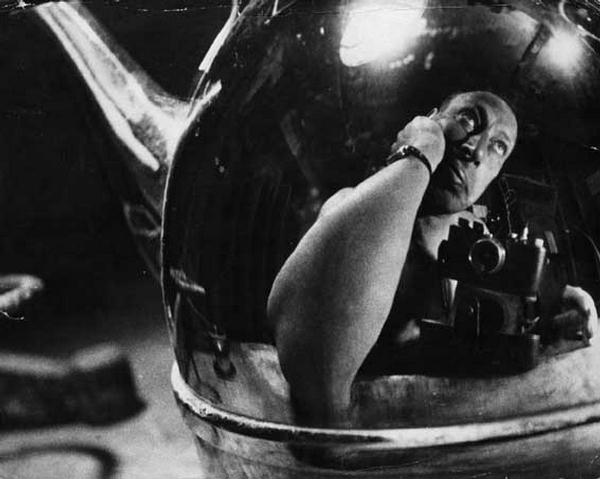
Selbstporträt Eleasar Langman (1935)

Eleasar Michailowitsch Langman (russisch Елеазар Михайлович Лангман; * 1895 in Odessa; † 1940 in Moskau) war ein sowjetischer Fotograf. 

## Leben
Langman studierte an der Kunsthochschule in seinem Geburtsort Odessa, dem Polytechnischen Institut Charkiw und Moskauer Konservatorium, wo er Geigenunterricht erhielt. Er gab Konzerte, gestaltete Plakate und arbeitete für seinen Onkel, den Architekten A. Langman. Zwischenzeitlich leitete er einen militärischen Reparaturtrupp an der Wolga-Bugulma-Eisenbahnstrecke.
In den 1920er bis 1930er Jahren war Langman als Fotojournalist für Zeitungen und Zeitschriften in Moskau tätig. Unter anderem war er 1929/1930 Mitarbeiter einer Brigade um Boris Ignatowitsch, die Bilder für die Tageszeitung Wetschernjaja Moskwa lieferte. Er veröffentlichte auch Artikel in der Zeitschrift Sowjezkoje foto (dt. Sowjetisches Foto). Bis Ende 1928 kooperierte Langman mit der literarischen Künstlergruppe LEF („Linke Front der Kunst“). Anfang der 30er Jahre gehörte er der „Oktober-Gruppe“ um Alexander Rodtschenko und Boris Ignatowitsch an und nahm mit seinen Fotografien an deren Gruppenausstellungen teil. Von 1931 bis 1940 arbeitete er häufig mit der Zeitschrift SSSR na stroike zusammen. Oft reiste er für seine Reportagen nach Kasachstan. Er war Mitglied einer Jury, die Fotos für Ausstellungen in Amerika und Europa auswählte, machte Industrieaufnahmen für den Verlag Izogiz und steuerte Fotos zu mehreren Bildbänden bei. 
Nach der Trennung von seiner Frau verbrachte Langman sein Leben ohne festen Wohnsitz. Zuletzt kam er in Rodtschenkos Studio in Moskau unter, wo er 1940 verarmt starb. Die Archivbestände des Fotokünstlers sind verloren gegangen.

## Werk

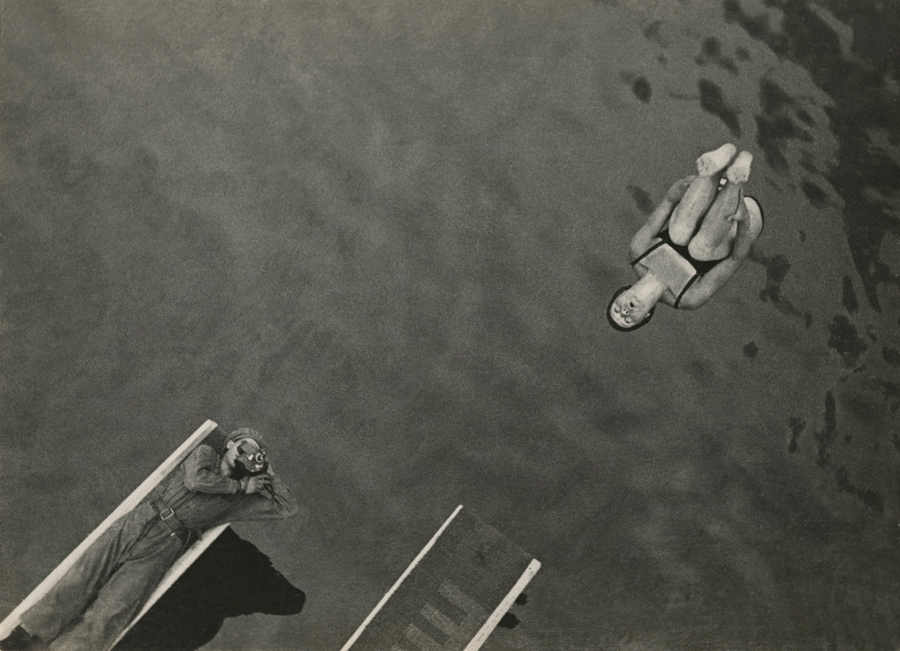
Sprung ins Wasser (1932)

Als Fotograf arbeitete Langman mit einer Leica. Seine realitätsnahen Fotografien hatten Themen der sowjetischen Gesellschaft zum Inhalt, wobei er mit der Form experimentierte. Er setzte häufig Schrägen und Winkel ein und akzentuierte einzelne Bildelemente sehr stark. Einige zeitgenössische Kritiker reagierten auf seine Fotografien mit Formalismus-Vorwürfen. Später wandte Langman sich der Porträtfotografie zu, wobei er die Personen bevorzugt aus großer Nähe und leicht von unten abbildete.
In der Zeitschrift SSSR na stroike erschienen erste Porträtfotografien von Langman, ebenso in einem Fotoalbum über 10 Jahre Usbekistan. Er steuerte Fotografien für weitere Publikationen bei, die sich beispielsweise mit den Ergebnissen des ersten Fünfjahresplans, des Wiederaufbaus Moskaus und der Roten Armee beschäftigten. Für den Verlag Izogiz fotografierte er unter anderem Fabriken und landwirtschaftliche Betriebe. Einige dieser Bilder erschienen in einem von El Lissitzky gestalteten Fotoband über die Industrie des Sozialismus.
Bekannte Fotos Langmans sind u. a. Frühstück (erschienen 1931 in Proletarskoye photo Nr. 1, S. 5) und Auf Kamelen (1935). Er selbst zählte Radio-Gymnastik (1931), Studentin (1934) und Pflügen (1935) zu seinen besten Werken.
Hans-Michael Koetzle ordnet Langman in seinem Lexikon der Fotografen als Konstruktivisten, Pionier des Neuen Sehens und einen der führenden Vertreter der fotografischen Avantgarde ein. Er sei ein „Meister in der Kombination sozialer Gehalte mit einer neuen Bildersprache“.

## Ausstellungen (Auswahl)

### Gruppenausstellungen
- 1928: Ten Years of Soviet Photography, Moskau und Leningrad
- 1930: Ausstellungen der Oktober-Gruppe, Moskau und Berlin
- 1935: Masters of Soviet Photo Art, Moskau
- 1992: Museum of Modern Art, Oxford
- 1993: Rheinisches Landesmuseum Bonn
- 1995: Berlinische Galerie
- 1999: Corcoran Gallery of Art, Washington, D.C.
- 2000: Columbus Museum of Art, Columbus
- 2015/2016: The Power of Pictures: Early Soviet Photography, Early Soviet Film, Jewish Museum, New York City[3]

### Einzelausstellungen
- 2013: Eleazar Langman. Concentration of the Image. 1920s – 1940s, Multimedia Art Museum, Moskau[4]